# Warlubie
Warlubie (niem. Warlubien, Warlieb) – sołecka wieś kociewska w Polsce położona w województwie kujawsko-pomorskim, w powiecie świeckim, siedziba gminy Warlubie.
| Identyfikator miejscowości | Nazwa Miejscowości    | Rodzaj miejscowości |
| -------------------------- | --------------------- | ------------------- |
| 0099501                    | Nad Szosą             | część wsi           |
| 1061305                    | Osiedle Jana Pawła II | część wsi           |
| 0099518                    | Za Torem              | część wsi           |
| 0099524                    | Zawada                | część wsi           |

Wieś ma charakter małomiasteczkowy. W Warlubiu droga krajowa nr 91 krzyżuje się z drogami wojewódzkimi nr 214, nr 217, 238 i 391. W pobliżu wsi znajduje się węzeł autostrady A1.
Na tle obszarów wiejskich województwa, Warlubie należy zaliczyć do grupy wsi bardzo dużych – Warlubie należy do największych pod względem liczby mieszkańców wsi w województwie. W powiecie świeckim większą liczbę mieszkańców notują jedynie miasta Świecie (26 650 osób) i Nowe (6295 osób) oraz wsie Laskowice (2572 osoby), Osie (2815 osób) i Pruszcz (2666 osób). Według Narodowego Spisu Powszechnego (III 2011 r.) liczyła 2124 mieszkańców. Tym samym, siedziba gminy jest szóstą co do wielkości miejscowością w powiecie świeckim.
Posiada rozwinięty przemysł spożywczy (produkcja masła), a także drzewny (tartak). Warlubie leży przy linii kolejowej nr 131 łączącej zagłębie węglowe Górnego Śląska z Gdynią. Powstał tu również węzeł drogowy Warlubie autostrady A1.
Częścią sołectwa Warlubie jest Kurzejewo.

## Historia
Pierwsze wzmianki o Warlubiu pochodzą z 1277 r. z przywileju Mestwina II, księcia pomorskiego. Wymieniona została tam nazwa Warlubie jako osada w kasztelanii nowskiej i majętności biskupa kujawskiego Alberta, nadana jeszcze przez księcia Świętopełka II Wielkiego. W czasie zaboru pruskiego osadę nazwano językiem niemieckim Warlubien, a w okresie okupacji hitlerowskiej – Warlieb. Istnienie osady przed 1277 r. potwierdzają odkrycia archeologiczne w postaci grobów, popielnic, mis, narzędzi i monet z różnych epok. W okresie panowania krzyżackiego w latach 1309–1466 osada wchodziła do okręgu nowskiego, wójtostwa tczewskiego oraz komturstwa malborskiego. W okresie I Rzeczypospolitej, od 1466 r. posiadłości krzyżackie przeszły na własność króla Polskiego, a w Nowem utworzono starostwo, które dzieliło się na wsie, folwarki oraz tzw. pustkowia. Wieś należała do klucza komórskiego biskupów włocławskich. W 1773 r. we wsi było 10 domów, mieszkało w nich 169 mieszkańców. Przypuszcza się, że we wsi istniał przez pewien czas kościół, na jego utrzymanie przeznaczone było 8 łanów roli. Współcześnie wzniesiony kościół nosi wezwanie Niepokalanego Serca Najświętszej Marii Panny.
W listopadzie 1906 r. w miejscowej szkole elementarnej odbył się strajk dzieci przeciwko nauczaniu religii w języku niemieckim. Z uczestników strajku znane są nazwiska następujących dzieci: F. Daszkowski, L. Klejna. Strajk był elementem znacznie większej akcji biernego oporu wobec pruskich władz szkolnych, która na przełomie 1906 i 1907 r. objęła ponad 460 szkół w prowincji Prusy Zachodnie, czyli przedrozbiorowe Pomorze Gdańskie, Powiśle, ziemię chełmińską i ziemię lubawską oraz część Krajny. Inspiracją dla strajków pomorskich były wcześniejsze działania dzieci w prowincji wielkopolskiej, ze strajkiem we Wrześni z roku 1901 na czele.

## Współczesność
W latach 1975–1998 miejscowość administracyjnie należała do województwa bydgoskiego.
9 maja 1987 r., nad wsią Warlubie, doszło do usterki technicznej samolotu pasażerskiego IŁ-62M Tadeusz Kościuszko (rejs Warszawa – Nowy Jork), która w rezultacie doprowadziła do katastrofy lotniczej w Lesie Kabackim oraz śmierci 183 osób.
W miejscowości położona jest Sala Królestwa zboru Nowe nad Wisłą Świadków Jehowy.
Wójtem  gminy Warlubie jest Mariusz Kosikowski. 

## Etymologia
Zdaniem językoznawcy Jerzego Maciejewskiego nazwę Warlubie należy wyprowadzać od imienia pomorskiego Warlub, skrótu imienia Warcilub. Analogicznie przyjmuje Stanisław Rospond, według którego pierwszy człon tej nazwy – Warci jest odpowiednikiem ogólnopolskiego członu Wroci, z którym często łączono nazwy miejscowości. Na Pomorzu imię Warcisław było bardzo popularne. W przywileju księcia gdańskiego Mszczuja II z 1277 r. występuje Warlube, czyli Warlub- ia, to jest gród Warluba (Warciluba). Przez zniemczenie powstało Warlieb (Warlob).

## Ochrona przyrody
Na terenie wsi znajdują się 3 pomniki przyrody, powołane w 1991 r.:
| Nr | Nazwa                                                                            | Sztuk        | Obwód przy powołaniu                                   | Lokalizacja        |
| 1. | lipa drobnolistna „Bona”                                                         | 1            | 730 cm                                                 | okolice dworca PKP |
| 2. | dąb szypułkowy                                                                   | 2            | 244 i 383 cm                                           | ul. Bąkowska 42    |
| 3. | aleja przydrożna dąb szypułkowy dąb bezszypułkowy jesion wyniosły klon zwyczajny | 37 22 4 10 1 | od 135 do 371 cm od 310 do 382 cm od 145 do 232 178 cm | ul. Bąkowska       |

## Zabytki
- kościół parafialny z 1924 r.
- neogotycki budynek Poczty Polskiej
- dworzec kolejowy z połowy XIX w.
- budynki mieszkalne przy ulicach: Szkolnej, Wiejskiej, Bąkowskiej oraz Dworcowej
- budynek Specjalnego Ośrodka Szkolno-Wychowawczego

## Obiekty sportowe
W miejscowości znajduje się Stadion Gminny. Powstał on w 2008 r. i posiada tartanową bieżnię. Długość bieżni stadionu jest dość nietypowa, bo wynosi 365 m (zazwyczaj jest to około 400 m). Nietypowość wynika z powodu dofinansowania otrzymanego na płytę boiska, a nie bieżnię. Stadion ma spełniać funkcje piłkarskie, nie lekkoatletyczne. Do dyspozycji jest 6 torów na prostej i 4 na łukach, lecz w pobliżu nie ma skoczni ani rzutni. Stadion zatem jest typowo piłkarski, z miejscami dla 800 widzów.